# Valentin Tchernykh
Valentin Konstantinovitch Tchernykh (en russe : Валенти́н Константи́нович Черны́х), né à Pskov (Union soviétique) le 12 mars 1935 et mort à Moscou (Russie) le 6 août 2012, est un scénariste soviétique puis russe qui a écrit le scénario de plus de 35 films entre 1973 et 2011.

## Biographie
Il est le président du jury au 27e Festival international du film de Moscou .

## Filmographie (sélection)
- 1974 : L'Amour terrestre
- 1980 : Moscou ne croit pas aux larmes
- 1989 : L'Amour avec des privilèges
- 1999 : Propriété des femmes
- 2004 : Les Nôtres
- 2004 : Les Enfants de l'Arbat (en)
- 2005 : Brejnev

## Récompenses et distinctions
- (en) Valentin Konstantinovich Chernykh: Awards, sur l'Internet Movie Database